# Austnes
Austnes este o localitate din comuna Haram, provincia Møre og Romsdal, Norvegia, cu o suprafață de 0,52 km² și o populație de 387 locuitori (2013).